# Syzygiella securifolia
Syzygiella securifolia là một loài rêu tản trong họ Jungermanniaceae. Loài này được (Nees ex Lindenb.) Inoue miêu tả khoa học lần đầu tiên năm 1979.